# والتر براون
والتر براون (انگلیسی: Walter Browne; ۱۰ ژانویهٔ ۱۹۴۹ – ۲۴ ژوئن ۲۰۱۵) استادبزرگ شطرنج و بازیکن پوکر اهل ایالات متحده آمریکا بود. وی ۶ بار به مقام قهرمانی مسابقات قهرمانی شطرنج ایالات متحده آمریکا رسیده بود.